# Vicente Sarni
Vicente Sarni, teils auch als Vincenzo Sarni geführt (* 10. Juli 1907 oder 10. Juli 1909 in Montevideo; † unbekannt) war ein uruguayischer Fußballspieler.

## Verein
Stürmer Sarni spielte zunächst für Oriental Pocitos. Nach seinem Wechsel zum Jahresbeginn gehörte er von 1929 bis 1931 und 1934 dem Kader des Club Atlético Peñarol an. 1929 wurde er mit seinem Verein Uruguayischer Meister in der Primera División. Dabei kam der nur kurzzeitig bei Peñarol als Stammspieler in Erscheinung tretende Sarni insbesondere in der zweiten Hälfte des Jahres 1929 als Spieler der jeweiligen Startelf zum Einsatz. In der Saison 1932/33 bestritt er für den italienischen Verein AC Florenz 23 Spiele in der Serie A und erzielte sechs Treffer.

## Erfolge
- Uruguayischer Meister (1929)